# Tasmanophlebia lacustris
Tasmanophlebia lacustris is een haft uit de familie Oniscigastridae. De wetenschappelijke naam van de soort is voor het eerst geldig gepubliceerd in 1921 door Tillyard.
De soort komt voor in het Australaziatisch gebied.